# Montefiore dell’Aso
Montefiore dell'Aso – miejscowość i gmina we Włoszech, w regionie Marche, w prowincji Ascoli Piceno.
Według danych na styczeń 2009 gminę zamieszkiwało 2248 osób przy gęstości zaludnienia 80,1 os./1 km².